# 2016年レッドブル・エアレース・ワールドシリーズ インディアナポリス
座標: 北緯39度47分54秒 西経86度13分58秒 / 北緯39.79833度 西経86.23278度
2016年レッドブル・エアレース・ワールドシリーズ インディアナポリスでは、通算11シーズン目となるレッドブル・エアレース・ワールドシリーズの内、2016年10月1日・2日にアメリカ合衆国のインディアナ州インディアナポリスで行われた2016年シーズン第7戦について述べる。会場は、インディアナポリス・モーター・スピードウェイ。

## 概要
ラウジッツ大会から4日後の9月8日、2008年度チャンピオンのハンネス・アルヒが母国オーストリア・ケルンテン州でプライベート・ヘリコプターの事故で死亡した。これに伴い、マスタークラス予備登録パイロットのクリスチャン・ボルトン（チリ）がマスタークラス初の南米出身パイロットとして第7戦から昇格することになった。アルヒのチームに帯同していたテクニシャンがボルトンのチームに参加して機体の調整などを行うことも決定した。
第7戦の会場となるインディアナポリス・モーター・スピードウェイは、完成を間近に控えた1909年6月5日にガス気球の全米選手権が開かれた場所であり、空のスポーツとの関連が深いともいえる。
チャレンジャークラス
フリープラクティスでは、ベン・マーフィ（イギリス）が2本共にトップを記録、ルーク・チェピエラ（ポーランド）は1本目で6度のミスを続発し、計13秒のペナルティを受けた。予選日に行われる最後のフリープラクティスでは、第5戦 アスコット大会で優勝したケヴィン・コールマン（アメリカ）が自国開催という期待を背負いながらノーミスのフライトで1位を記録し、予選でも1位通過した。
決勝では、フリープラクティスと予選でミスを連発したチェピエラが一転、ノーミスのフライトで初勝利。コールマンは2度のパイロンヒットにより最下位に終わった。

マスタークラス
フリープラクティスでは、マティアス・ドルダラー（ドイツ）とニコラス・イワノフ（フランス）がそれぞれ1位を獲得。室屋義秀（日本）、フランソワ・ルボット（フランス）、ピーター・ポドランセック（スロベニア）など複数のパイロットがオペレーショナル・バイオレーション（操作上の違反）を犯した。1本目を2位で終えたマット・ホール（オーストラリア）は、体調不良で2本目をキャンセルした。最後のフリープラクティスではマルティン・ソンカ（チェコ）が1位、半数のパイロットがインコレクトレベルなどのミスを犯した。
予選は雨で開始が遅れたが、室屋がフリープラクティスを通じても最速となる1:02.073でトラックレコードを記録し首位通過、ホールが0.182秒差で続いた。フリープラクティスで好調だったイワノフは11位と沈み、ラウンド・オブ・14からドルダラーと対戦することになり、「かなりチャレンジングだ」と述べた。
ラウンド・オブ・14では、カービー・チャンブリス（アメリカ）がエンジン回転数違反で失格、ファンの期待に応える事は出来なかった。室屋は2つ（計4秒）のペナルティを受けたが、経験と冷静さによりボルトンに勝つことができた。ラウンド・オブ・8では、ドルダラーがトラックレコードに迫る1:02.827で1位通過、ラムはパイロンヒットをしたが、対戦相手のベラルデも2つのミスをしたため、ラムが上回り3大会ぶりにファイナル4に進出。ファイナル4でもドルダラーは安定した強さを見せ優勝、チャンピオンシップポイントは2位以下に15ポイント以上の差がついたため、最終戦を前にドルダラーの総合優勝が決定した。

## マスタークラス

### 予選
| 順 位 | No. | パイロット               | タイム   | ペナルティ |
| ----- | --- | ------------------------ | -------- | ---------- |
| 1     | 31  | 室屋義秀                 | 1:02.073 |            |
| 2     | 95  | マット・ホール           | 1:02.255 |            |
| 3     | 9   | ナイジェル・ラム         | 1:03.209 |            |
| 4     | 21  | マティアス・ドルダラー   | 1:03.378 |            |
| 5     | 26  | フアン・ベラルデ         | 1:04.052 |            |
| 6     | 8   | マルティン・ソンカ       | 1:04.144 | +1秒1      |
| 7     | 84  | ピート・マクロード       | 1:04.185 | +2秒2      |
| 8     | 10  | カービー・チャンブリス   | 1:04.516 | +1秒3      |
| 9     | 99  | マイケル・グーリアン     | 1:05.043 | +2秒4      |
| 10    | 18  | ペトル・コプシュタイン   | 1:05.267 |            |
| 11    | 27  | ニコラス・イワノフ       | 1:05.500 | +2秒5      |
| 12    | 12  | フランソワ・ルボット     | 1:05.785 |            |
| 13    | 37  | ピーター・ポドランセック | 1:06.349 | +1秒3      |
| 14    | 5   | クリスチャン・ボルトン   | 1:07.408 |            |

- ^1 ゲート11でオペレーショナル・バイオレーション[11]
- ^2 ゲート4で水平角度違反[11]
- ^3 ゲート5でオペレーショナル・バイオレーション[11]
- ^4 ゲート14で水平角度違反[11]
- ^5 ゲート2で水平角度違反[11]

### ラウンド・オブ・14
| ヒート | 順位 | パイロット1              | タイム1   | タイム2    | パイロット2            | 順位 |
| ------ | ---- | ------------------------ | --------- | ---------- | ---------------------- | ---- |
| 1      | 9    | ペトル・コプシュタイン   | 1:06.133  | 1:05.984   | フアン・ベラルデ       | 6    |
| 2      | 4    | ニコラス・イワノフ       | 1:05.026  | 1:03.661   | マティアス・ドルダラー | 1    |
| 3      | 10   | マイケル・グーリアン     | 1:06.534  | 1:06.3931  | マルティン・ソンカ     | 7    |
| 4      | 12   | フランソワ・ルボット     | 1:07.5972 | 1:04.984   | ナイジェル・ラム       | 3    |
| 5      | 14   | カービー・チャンブリス   | DQ3       | 1:05.249   | ピート・マクロード     | 5    |
| 6      | 11   | ピーター・ポドランセック | 1:06.6604 | 1:04.179   | マット・ホール         | 2    |
| 7      | 13   | クリスチャン・ボルトン   | 1:08.5325 | 1:07.69756 | 室屋義秀               | 8    |

| 凡例                     | 凡例 |
| ------------------------ | ---- |
| ラウンド・オブ・8進出    |      |
| ノックアウト（敗退）     |      |
| 敗者の中で最速（＝進出） |      |

- ^1 ゲート4で水平角度違反で+2秒[13]
- ^2 ゲート11でオペレーショナル・バイオレーションで+1秒[13]
- ^3 エンジン回転数オーバーにより失格[13]
- ^4 ゲート6で機首角度違反で+2秒[13]
- ^5 ゲート10で水平角度違反で+2秒[13]
- ^6 ゲート5通過時高度超過で+2秒[13]

### ラウンド・オブ・8
| ヒート | 順位 | パイロット1        | タイム1   | タイム2   | パイロット2            | 順位 |
| ------ | ---- | ------------------ | --------- | --------- | ---------------------- | ---- |
| 8      | 3    | ピート・マクロード | 1:04.525  | 1:05.888  | ニコラス・イワノフ     | 6    |
| 9      | 8    | フアン・ベラルデ   | 1:08.7131 | 1:07.2852 | ナイジェル・ラム       | 4    |
| 10     | 7    | マルティン・ソンカ | 1:07.4463 | 1:04.322  | マット・ホール         | 2    |
| 11     | 5    | 室屋義秀           | 1:03.730  | 1:02.827  | マティアス・ドルダラー | 1    |

| 凡例                 | 凡例 |
| -------------------- | ---- |
| ファイナル4進出      |      |
| ノックアウト（敗退） |      |

- ^1 ゲート4及びゲート13で水平角度違反により+4秒[14]
- ^2 パイロンヒットにより+3秒[14]
- ^3 ゲート14でパイロンヒットにより+3秒[14]

| 順 位 | No. | パイロット             | タイム   | ペナルティ |
| ----- | --- | ---------------------- | -------- | ---------- |
| 1     | 21  | マティアス・ドルダラー | 1:03.335 |            |
| 2     | 9   | ナイジェル・ラム       | 1:04.326 |            |
| 3     | 84  | ピート・マクロード     | 1:05.398 |            |
| 4     | 95  | マット・ホール         | 1:06.623 | +3秒1      |

| 順 位 | パイロット               | ポイント |
| ----- | ------------------------ | -------- |
| 1     | マティアス・ドルダラー   | 15       |
| 2     | ナイジェル・ラム         | 12       |
| 3     | ピート・マクロード       | 9        |
| 4     | マット・ホール           | 7        |
| 5     | 室屋義秀                 | 6        |
| 6     | ニコラス・イワノフ       | 5        |
| 7     | マルティン・ソンカ       | 4        |
| 8     | フアン・ベラルデ         | 3        |
| 9     | ペトル・コプシュタイン   | 2        |
| 10    | マイケル・グーリアン     | 1        |
| 11    | ピーター・ポドランセック | 0        |
| 12    | フランソワ・ルボット     | 0        |
| 13    | クリスチャン・ボルトン   | 0        |
| 14    | カービー・チャンブリス   | 0        |

## チャレンジャークラス
| 順 位 | No. | パイロット           | タイム   | ペナルティ |
| ----- | --- | -------------------- | -------- | ---------- |
| 1     | 48  | ケヴィン・コールマン | 1:17.032 |            |
| 2     | 6   | ルーク・チェピエラ   | 1:19.688 |            |
| 3     | 33  | メラニー・アストル   | 1:20.245 | +4秒1      |
| 4     | 24  | ベン・マーフィ       | 1:21.463 | +3秒2      |

| 順 位 | No. | パイロット           | タイム   | ペナルティ |
| ----- | --- | -------------------- | -------- | ---------- |
| 1     | 6   | ルーク・チェピエラ   | 1:16.484 |            |
| 2     | 33  | メラニー・アストル   | 1:17.053 |            |
| 3     | 24  | ベン・マーフィ       | 1:20.651 | +3秒1      |
| 4     | 48  | ケヴィン・コールマン | 1:24.503 | +6秒2      |

## 第7戦終了後のランキング
| 順 位 | パイロット               | トー タル |
| ----- | ------------------------ | --------- |
| 1     | マティアス・ドルダラー   | 80.25     |
| 2     | マット・ホール           | 55.75     |
| 3     | ハンネス・アルヒ         | 41.00     |
| 4     | ナイジェル・ラム         | 37.75     |
| 5     | ニコラス・イワノフ       | 35.00     |
| 6     | 室屋義秀                 | 31.50     |
| 7     | マルティン・ソンカ       | 31.00     |
| 8     | カービー・チャンブリス   | 30.25     |
| 9     | ピート・マクロード       | 30.50     |
| 10    | マイケル・グーリアン     | 19.75     |
| 11    | フアン・ベラルデ         | 14.25     |
| 12    | フランソワ・ルボット     | 10.00     |
| 13    | ピーター・ポドランセック | 4.00      |
| 14    | ペトル・コプシュタイン   | 4.00      |
| 15    | クリスチャン・ボルトン   | 0.00      |

| 順 位 | パイロット             | トー タル |
| ----- | ---------------------- | --------- |
| 1     | フロリアン・バーガー   | 28        |
| 2     | ダニエル・リファ       | 26        |
| 3     | ケヴィン・コールマン   | 26        |
| 4     | ルーク・チェピエラ     | 24        |
| 5     | クリスチャン・ボルトン | 20        |
| 6     | ベン・マーフィ         | 20        |
| 7     | メラニー・アストル     | 16        |
| 8     | フランシス・バロス     | 2         |